# Miguel José de Castro y Lara
Miguel José de Castro y Lara (San Salvador, Alcaldía mayor de San Salvador, Capitanía General de Guatemala 21 de octubre de 1775 - San Salvador, estado de El Salvador, República Federal de Centroamérica 26 de abril de 1829) fue un sacerdote católico y prócer de la Independencia de El Salvador, que se desempeñaría como cura de Santiago Texacuangos; vocal suplente de la diputación provincial, que el 11 de enero de 1822 se convirtió en junta gubernativa, de la provincia de San Salvador; diputado, que ejercería una de las presidencias temporales, del congreso constituyente del estado del Salvador en 1824; editor del Semanario político-mercantil de San Salvador; y consejero de estado en 1826.

## Biografía
Miguel José de Castro y Lara nació en la ciudad de San Salvador, Alcaldía mayor de San Salvador, Capitanía General de Guatemala el 21 de octubre de 1775; siendo hijo de José Carlos Castro y Elena de Lara y Mongrovejo; y sería bautizado el 23 de octubre de ese mismo año en la parroquia de Nuestra Señora de las Mercedes de San Salvador.
Tenía dos hermanas llamadas Josefa (quien se casaría con José Rosi, que llegaría a ser coronel y comandante de las milicias de San Salvador de 1806 a 1821) y Francisca (quien contraería matrimonio con Gregorio Salazar y Martínez de la Peña; siendo padres de Gregorio y Carlos Salazar Castro, el primero se desempeñaría brevemente como presidente de la República Federal de Centroamérica y ambos ejercerían brevemente como jefes supremos del estado de El Salvador). Su padre fallecería en 1780, y más adelante su madre contraería segundas nupcias con Felipe Pérez de Vargas (con quien no tendría hijos).
Recibiría la educación primaria en el convento franciscano de San Salvador. Posteriormente, se trasladaría a la Nueva Guatemala de la Asunción para realizar sus estudios religiosos en el Seminario Tridentino, al cual ingresaría con beca el 15 de julio de 1789; en su solicitud de ingreso se mencionaba que era sobrino del presbítero Cayetano de Lara y de sor María Casilda de Lara (abadesa del Convento de Religiosas de la Concepción de Nuestra Señora), ambos hermanos de su madre. Más adelante continuaría sus estudios en la Universidad de San Carlos de Guatemala, donde se graduaría como maestro en artes (como entonces se denominaba a la licenciatura en filosofía).
Recibiría la tonsura sacerdotal el 29 de marzo de 1796, y las cuatro órdenes menores el 22 de diciembre de 1797. Inicialmente sería designado capellán de las Madres Capuchinas en Guatemala; luego, en 1802, sería designado coadjutor de la parroquia de San Salvador; y el 24 de diciembre de 1806 sería nombrado párroco del curato de Texacuangos.
Participaría en los movimientos independentistas de 1811 y 1814. Tras tales participaciones, en agosto de 1814, sería separado de su cargo como cura de Santiago Texacuangos y encarcelado en el Colegio de Cristo en Guatemala por rebeldía contra la monarquía española. Tras ser indultado, en 1818, volvería a El Salvador para fungir como cura de Zacatecoluca.
Tras la independencia, el 10 de noviembre de 1821, sería electo como uno de los vocales de la diputación provincial de San Salvador; la que sería presidida por el entonces jefe político de la provincia de San Salvador el presbítero José Matías Delgado, y que -debido a la anexión de la Capitanía General de Guatemala al imperio Mexicano- se convertiría en junta gubernativa para hacerle frente a los ataques provenientes desde Guatemala por contingentes guatemaltecos y mexicanos.
En 1824 sería electo diputado constituyente por Zacatecoluca para el congreso que redactaría la constitución del estado del Salvador; dicho congreso se instalaría el 5 de marzo de ese año, y él sería uno de sus presidentes temporales, desde el 30 de octubre al 23 de noviembre de ese mismo año, siendo quien clausuraría dicha legislatura. Asimismo, 
sería editor y redactor del Semanario político-mercantil de San Salvador, el primer periódico nacional, cuyo primer número saldría el 31 de julio de 1824, para el cual compraría una imprenta en Guatemala.
En 1825 y en 1826 (del 5 al 25 de abril, y del 7 de marzo al 2 de abril respectivamente), ejercería como presidente temporal del congreso del estado salvadoreño; posteriormente, ocuparía el cargo de Ministro general y Consejero de Estado, en el que ofrecería seria resistencia al gobierno federal centroamericano de Manuel José Arce al comienzo de la guerra civil centroamericana.